# Prywatne agencje ochrony
Prywatne agencje ochrony (PAO, ang. Private defense agency, w skrócie PDA) – koncepcja określająca w teorii, pewien rodzaj przedsiębiorstw, które zapewniałyby osobistą ochronę, oraz wojskowe usługi obronne osobom, które dobrowolnie zawarły z nimi umowę. Teoria została zapoczątkowana przez Benjamina Tuckera i Gustava de Molinari. Oprócz nich zwolennikami prywatnego bezpieczeństwa są (lub byli) między innymi: Murray Rothbard, Samuel Edward Konkin, Hans-Hermann Hoppe, Terry L. Anderson, oraz David Friedman. W Polsce poparcie dla PDA propaguje Fundacja Instytut Edukacji Ekonomicznej im. Ludwiga von Misesa.

## Opis teorii
Koncepcja prywatnych agencji ochrony wywodzi się przede wszystkich z anarchokapitalizmu, oraz z form wolnorynkowego anarchizmu, takich jak mutualizm, czy agoryzm. Według przewodniej myśli tychże nurtów, prywatne agencje mogłyby stanowić alternatywę dla państwowego systemu opartego na opłacanej z podatków policji, który jest w ich rozumieniu monopolistyczny. Filozof Hans-Hermann Hoppe w książce Demokracja – bóg, który zawiódł, argumentuje, że w sytuacji, gdy państwo posiada monopol na ochronę, wówczas poziom tejże ochrony spada. Prywatne agencje ochrony byłyby finansowane przez wykwalifikowane i dobrowolne agencje ubezpieczeniowe, które konkurowałyby ze sobą na wolnym rynku. Ponadto te firmy płaciłyby odszkodowania za poniesione straty i szkody konsumentów. Stanowiłoby to dla nich motywację finansową, aby na przyszłość minimalizować straty i maksymalizować jakość usług. Wprowadzenie teorii w życie, wymagałoby maksymalnej decentralizacji, likwidacji państwowych sądów na rzecz systemu arbitrażu, a także "sprywatyzowania" (w rzeczywistości likwidacji w obecnym kształcie) policji i służb specjalnych. Koszty poniesione za polisy ubezpieczeniowe zależałyby między innymi od miejsca zamieszkania. Przykładowo w tak zwanej "dobrej dzielnicy" byłyby one mniejsze, ponieważ prawdopodobieństwo kradzieży, włamań, lub napaści byłoby tam dużo mniejsze. Natomiast dla mieszkańców dzielnic, gdzie przestępczość występuje na wyższą skalę, ubezpieczenie kosztowałoby drożej. Innym uwarunkowaniem związanym z miejscem zamieszkania jest na przykład częstotliwość występowania klęsk żywiołowych.

## Występowanie w historii
- Starożytna Grecja – w państwach-miastach starożytnej Grecji bogaci obywatele opłacali tak zwaną "liturgię" – wpłatę dokonywaną w celach obronnych. Na przykład na rzecz budowy floty wojennej. Należy jednak pamiętać, że liturgia nie była indywidualną formą ochrony i wpłacano ją do państwowego skarbca, a więc bliżej jej do podatku, niż prywatnej ochrony.
- Islandia – według Davida Friedmana na Islandii, w połowie średniowiecza istniały instytucje zbliżone do systemu społeczeństwa anarchokapitalistycznego. Islandia posiadała wówczas jeden system prawny, a egzekwowanie prawa dokonywało się całkowicie prywatnie[4].
- Stany Zjednoczone – według Terry’ego Andersona w latach 1830 – 1900 na Dzikim Zachodzie istniały stosunki społeczne bardzo przypominające model anarchokapitalistyczny pod względem obronności. Prywatne agencje bezpieczeństwa stanowiły tam podstawę uporządkowującą społeczeństwo[5]. Przykładem powstałego w tamtych czasach PDA jest działający do dziś Pinkerton.